# Caribbean's Next Top Model (mùa 4)
Caribbean's Next Top Model, Mùa 4 là mùa thứ tư của Caribbean's Next Top Model, trong đó một số thí sinh cạnh tranh cho danh hiệu Caribbean's Next Top Model và một cơ hội để bắt đầu sự nghiệp của họ trong ngành người mẫu. Chương trình thể hiện các thí sinh tham vọng của toàn vùng Caribê. Chương trình được bắt đầu vào 14 tháng 2 năm 2018.
Người chiến thắng trong cuộc thi mùa này là Le-Shae Riley, 21 tuổi từ Trinidad và Tobago. Cô đã nhận được:
- 1 hợp đồng người mẫu với Mint Management ở New York
- Lên ảnh bìa tạp chí She Caribbean
- Giải thưởng tiền mặt trị giá $25.000
- 1 chiếc điện thoại mới từ Flow

## Các thí sinh
(Tuổi tính từ ngày dự thi)
| Đến từ              | Thí sinh            | Tuổi | Chiều cao           | Bị loại ở | Hạng |
| ------------------- | ------------------- | ---- | ------------------- | --------- | ---- |
| Grenada             | Kerryne James       | 19   | 1,70 m (5 ft 7 in)  | Tập 2     | 12   |
| Trinidad and Tobago | Vanessa John        | 24   | 1,65 m (5 ft 5 in)  | Tập 3     | 11   |
| Jamaica             | Saskia Lewin        | 18   | 1,68 m (5 ft 6 in)  | Tập 4     | 10-8 |
| Trinidad and Tobago | Trevine Sellier     | 23   | 1,80 m (5 ft 11 in) | Tập 4     | 10-8 |
| Bahamas             | Kristina Robinson   | 18   | 1,83 m (6 ft 0 in)  | Tập 4     | 10-8 |
| Aruba               | Chimay Ramos        | 22   | 1,68 m (5 ft 6 in)  | Tập 5     | 7    |
| Grenada             | Usha Thomas         | 23   | 1,80 m (5 ft 11 in) | Tập 6     | 6    |
| Panama              | Ingrid Suarez       | 20   | 1,70 m (5 ft 7 in)  | Tập 7     | 5    |
| Panama              | Natalie Whittington | 20   | 1,73 m (5 ft 8 in)  | Tập 8     | 4    |
| Trinidad and Tobago | Gabriella Bernard   | 23   | 1,73 m (5 ft 8 in)  | Tập 9     | 3    |
| Suriname            | Daphne Veldkamp     | 21   | 1,70 m (5 ft 7 in)  | Tập 11    | 2    |
| Trinidad and Tobago | Le-Shae Riley       | 21   | 1,80 m (5 ft 11 in) | Tập 11    | 1    |

## Thứ tự gọi tên
| Thứ tự | Tập       | Tập       | Tập                     | Tập       | Tập       | Tập       | Tập       | Tập       | Tập     | Tập |  |
| Thứ tự | 2         | 3         | 4                       | 5         | 6         | 7         | 8         | 9         | 11      |     |  |
| ------ | --------- | --------- | ----------------------- | --------- | --------- | --------- | --------- | --------- | ------- | --- |  |
| 1      | Le-Shae   | Gabriella | Natalie                 | Ingrid    | Daphne    | Daphne    | Le-Shae   | Daphne    | Le-Shae |     |  |
| 2      | Natalie   | Ingrid    | Le-Shae                 | Gabriella | Gabriella | Gabriella | Daphne    | Le-Shae   | Daphne  |     |  |
| 3      | Chimay    | Daphne    | Daphne                  | Daphne    | Le-Shae   | Natalie   | Gabriella | Gabriella |         |     |  |
| 4      | Ingrid    | Natalie   | Chimay                  | Natalie   | Natalie   | Le-Shae   | Natalie   |           |         |     |  |
| 5      | Daphne    | Le-Shae   | Gabriella               | Le-Shae   | Ingrid    | Ingrid    |           |           |         |     |  |
| 6      | Usha      | Chimay    | Ingrid                  | Usha      | Usha      |           |           |           |         |     |  |
| 7      | Gabriella | Usha      | Usha                    | Chimay    |           |           |           |           |         |     |  |
| 8      | Trevine   | Trevine   | Kristina Saskia Trevine |           |           |           |           |           |         |     |  |
| 9      | Vanessa   | Saskia    | Kristina Saskia Trevine |           |           |           |           |           |         |     |  |
| 10     | Kristina  | Kristina  | Kristina Saskia Trevine |           |           |           |           |           |         |     |  |
| 11     | Saskia    | Vanessa   |                         |           |           |           |           |           |         |     |  |
| 12     | Kerryne   |           |                         |           |           |           |           |           |         |     |  |

     Thí sinh bị loại
     Thí sinh chiến thắng cuộc thi
- Trong tập 1, từ 16 thí sinh bán kết đã được thu hẹp xuống thành 12 thí sinh chung cuộc.
- Trong tập 4, Kristina, Usha, Saskia & Trevine rơi vào cuối bảng. Usha được gọi tên và 3 thí sinh còn lại đều bị loại.
- Tập 10 là tập ghi lại khoảnh khắc từ đầu cuộc thi.

### Buổi chụp hình
- Tập 1: Ảnh thẻ vẻ đẹp tự nhiên (casting)
- Tập 2: Những kiểu tạo dáng táo bạo với diện mạo mới
- Tập 3: Tạo dáng với mũ kiểu
- Tập 4: Áo tắm vàng ở bãi biển
- Tập 5: Ảnh chân dung vẻ đẹp tự nhiên
- Tập 6: Quyến rũ trong hội trường quán bar
- Tập 7: Tạo dáng trên không với sự chuyển động của vải
- Tập 8: Cặp đôi mới cưới ở bãi biển
- Tập 9: Tạo dáng trong lỗ cửa sổ khi người sơn màu bạc
- Tập 11: Đầm dạ hội ở Devon House